# Oospila continuata
Oospila continuata är en fjärilsart som beskrevs av W. Warren 1906. Oospila continuata ingår i släktet Oospila och familjen mätare. Inga underarter finns listade i Catalogue of Life.